# Henri Arnaud (homme politique)
Pour les articles homonymes, voir Henri Arnaud et Arnaud.
Henri Arnaud, né le 22 mai 1915 à Marseille (Bouches-du-Rhône) et mort le 3 août 2000 dans le 8e arrondissement de Marseille (Bouches-du-Rhône), est un homme politique français.

## Détail des fonctions et des mandats
Mandat parlementaire
- 13 août 1968 - 1er avril 1973 : Député de la 1re circonscription des Bouches-du-Rhône